# Akram Nakach
Akram Nakach (arab. ‏‏أكرم نقاش‎; ur. 7 kwietnia 2002 w Casablance) – marokański piłkarz grający na pozycji obrońcy w marokańskim klubie AS FAR Rabat. Brązowy medalista Letnich Igrzysk Olimpijskich 2024 w Paryżu.

## Sukcesy

### Maroko U-17
- Mistrzostwo Afryki Północnej U-17: 2018[3]

### Maroko U-23
- Mistrzostwo Afryki U-23: 2023[4]
- Brązowy medal letnich igrzysk olimpijskich: 2024[2]